# توشیمیتسو آسای
توشیمیتسو آسای (انگلیسی: Toshimitsu Asai؛ زادهٔ ۴ آوریل ۱۹۸۳) بازیکن فوتبال اهل ژاپن است.
از باشگاه‌هایی که در آن بازی کرده‌است می‌توان به باشگاه فوتبال ساگان توسو اشاره کرد.